# Anatoli Kudriavițki
Anatoli Isaevici Kudriavițki (în rusă Анатолий Исаевич Кудрявицкий, engleză Anatoly Kudryavitsky; n. 17 august 1954, Moscova, RSFS Rusă, URSS) este un poet, prozator, traducător irlandez cu origini ruse.

## Biografie
Tatăl Jerzy – de loc din Polonia, a fost ofițer naval, care a servit în flota rusă cu sediul în Orientul Îndepărtat. Mama lui Nelly Kitterick, un profesor de muzică, a fost fiica unui irlandez de la Mayo, care a sfîrsit în Gulag. După ce a trăit în Rusia și Germania, Kudryavitsky trăiește acum în Dublin.
El a fost educat la Universitatea de Medicină din Moscova, unde a primit un doctorat în științe biomedicale. A lucrat ca cercetător, jurnalist și traducător literar și a emigrat din Rusia în 1999. Între 2006 și 2009 a predat scriere creativă la Centrul Irlandez al Scriitorilor. A publicat trei romane, câteva nuvele și povestiri, opt colecții de poezii în rusă și trei în engleză. A fondat Societatea irlandeză de Haiku în 2006 și a fost ales președinte al acesteia. El este, de asemenea, editorul fondator al Shamrock Haiku Journal. Traducerile sale de haiku-română în limba engleză au fost publicate în Shamrock Haiku Journal.

## Volume publicate

### Romane
- 1. Истории из жизни сыщика Мыллса (Cazul-Book al inspectorului Mylls) (Moscova, Zaharov Books, 2008)
- 2. Летучий Голландец (Olandezul Zburator) (Moscova, Text Publishers, 2013)
- 3. Игра теней в бессолнечный день (Un joc de umbre pe o zi fără soare). (Moscova, Text Publishers, 2014). Traducere engleză: Glagoslav Publicații, Londra, 2013.

### Poezie
În limba rusă
- 1. В белом огне ожиданья (In flacara alba a asteptarii) (Sov VIP-Press, Moscova - Oslo, 1994)
- 2. Поле вечных историй (Domeniul Poveștilor Eterne) (Al Treilea Val, Moscova / Jersey City, New Jersey, 1996)
- 3. Граффити (Graffiti) (Al Treilea Val, 1998)
- 4. Книга для посетителей (Cartea vizitatorilor) (Al Treilea Val, 2001)
- 5. Ветер зеленых звезд (Vântul de la stele verzi. Nou și poezii selectate). DOOS Books, Moscova, 2015. ISBN: 978-5-9906507-5-6

În limba engleză
- 1. Shadow of Time (Goldsmith Press, Newbridge, Irlanda, 2005) ISBN: 1-870491-13-0
- 2. Morning Mount Ring (Doghouse Books, Tralee, Irlanda, 2007) ISBN: 978-0-9552003-5-9
- 3. Capering Moons (Doghouse Books, Tralee, Irlanda, 2011) ISBN: 978-0-9565280-2-5
- 4. Horizon (Red Moon Press, S.U.A., 2016)  ISBN: 978-1-936848-66-9
- 5. The Two-Headed Man and the Paper Life (MadHat Press, Cheshire, Massachusetts, S.U.A., 2019) ISBN: ISBN 978-1-941196-87-8
- 5. Scultura involontaria (Engleză, cu traduceri în italiană). Casa della poesia, Italia, 2020. ISBN: ISBN 978-88-86203-97-5
- 5. Ten Thousand Birds: New and Selected Haiku and Haibun (Cyberwit Press, India, 2020) ISBN: ISBN 978-93-90202-25-6

În limba romană
- 1. Bărbatul cu două capete și viața de hârtie. Editura Revers, 2017. ISBN: 978-606-41-0277-5